# Шарлот (Тексас)
Шарлот (енгл. Charlotte) град је у америчкој савезној држави Тексас. По попису становништва из 2010. у њему је живело 1.715 становника.

## Демографија
Према попису становништва из 2010. у граду је живело 1.715 становника, што је 78 (4,8%) становника више него 2000. године.
| Група             | 2000.         | 2010.         |
| Белци             | 297 (18,1%)   | 414 (24,1%)   |
| Афроамериканци    | 1 (0,1%)      | 28 (1,6%)     |
| Азијати           | 0 (0,0%)      | 1 (0,1%)      |
| Хиспаноамериканци | 1.329 (81,2%) | 1.288 (75,1%) |
| Укупно            | 1.637         | 1.715         |